# Gorasul : L'Héritage du dragon
Gorasul : L'Héritage du dragon (Gorasul: Das Vermächtnis des Drachens) est un jeu vidéo de rôle développé par Silver Style Entertainment et édité par JoWooD Entertainment, sorti en 2001 sur Windows.

## Accueil
À sa sortie, le jeu a reçu des critiques correctes de la part de la presse spécialisée :
- GameSpot : 6,4/10[1]
- Jeuxvideo.com : 13/20[2]

Le jeu est cité en 2018 dans le dossier de Canard PC « Les Nanars du jeu de rôle : Une contre-histoire du RPG » en raison de son scénario « caricatural ».